# Thomas Weelkes
Thomas Weelkes (battezzato il 25 ottobre 1576 – 30 novembre 1623) è stato un organista e compositore inglese.
Divenne organista presso l'antica università di Winchester e successivamente presso la cattedrale di Chichester. Le sue opere sono principalmente vocali e includono madrigali e musica per il servizio religioso.

## Biografia
Thomas Weelkes venne battezzato nella piccola chiesa del villaggio di Elsted, nel West Sussex il 25 ottobre 1576. È stato ipotizzato che suo padre fosse il rev. John Weeke, pastore a Elsted, sebbene non esiste una prova documentale della parentela. Nel 1597 venne pubblicato il suo primo libro di madrigali, nella cui prefazione era citato il fatto che egli fosse molto giovane quando li scrisse; questo dato aiuta a collocare la data di nascita a metà degli anni '70 del XVI secolo. Sin da giovanissimo, servì presso la casa del gentiluomo Edward Darcye. Alla fine del 1598, alla probabile età di ventidue anni, fu nominato organista presso l'università di Winchester, dove rimase per due o tre anni, ricevendo uno stipendio di 13 scellini e 5 pence a trimestre, incluso vitto e alloggio.
Durante il periodo trascorso a Winchester, compose altri due volumi di madrigali (nel 1598 e nel 1600). Ottenne il dottorato in musica dal New College of St Mary di Oxford nel 1602 e si trasferì a Chichester per assumere l'incarico di organista e informator choristarum (maestro del coro) della cattedrale, presumibilmente nel periodo compreso tra l'ottobre 1601 e l'ottobre 1602. Gli fu assegnato anche un posto di cantore e fu pagato 15 sterline, 2 scellini e 4 pence annui oltre il vitto, alloggio e le spese accessorie. L'anno successivo, sposò Elizabeth Sandham, proveniente da una facoltosa famiglia locale. Ebbero tre figli, e corse voce che Elizabeth fosse già incinta all'epoca del matrimonio.
Nel frontespizio del quarto e il quinto volume di madrigali, pubblicati nel 1608, Weelkes si riferisce a se stesso come membro della Cappella Reale (la dicitura esatta è Gentleman of the Chapel Royal), tuttavia, i registri della Cappella Reale non fanno cenno della sua presenza; è possibile che fosse stato quindi solo un membro straordinario (Gentleman Extraordinary), cioè un membro provvisorio, in attesa che ne venisse nominato uno definitivo.
Negli anni successivi, Weelkes ebbe dei contrasti con le autorità della cattedrale di Chicester per via del suo comportamento poco corretto e del forte bere. Nel 1609 fu accusato di assenza ingiustificata dal servizio, ma non ci sono tracce di accuse di ubriachezza sino al 1613 e J. Shepherd, uno studioso di Weekles, suggerisce cautela nell'asserire che il suo declino cominciò a partire da questa data. Nel 1616 fu descritto al vescovo come rinomato e ben conosciuto ubriacone (sic!) e famigerato imprecatore e bestemmiatore. Il Preside e il Capitolo della cattedrale lo licenziarono per ubriachezza e linguaggio osceno durante il servizio all'organo e le sacre funzioni. Fu però successivamente reintegrato e mantenne il posto sino alla morte, sebbene il suo contegno non fosse mai migliorato; nel 1619 fu di nuovo così descritto al vescovo:
«... Dyvers tymes & very often come so disguised eyther from the Taverne or Ale house into the quire as is muche to be lamented, for in these humoures he will bothe curse & sweare most dreadfully, & so profane the service of God … and though he hath bene often tymes admonished … to refrayne theis humors and reforme hym selfe, yett he daylye continuse the same, & is rather worse than better therein». (tradotto dall'inglese arcaico: «... spesso giunge presso il coro proveniente dalla taverna o dalla mescita di birra in condizioni da far pena, poiché quando versa in questi umori impreca e bestemmia nella maniera più orribile, e così facendo profana il servizio di Dio ... e sebbene sia stato spesso ammonito .... a porre un freno ai suoi umori e di regolare se stesso, ancora egli quotidianamente continua all'istesso modo, anzi, al riguardo, peggiora più che migliorare...»)
Nel 1622 morì la moglie Elizabeth. Thomas Weelkes a quel tempo era stato già reintegrato al servizio presso la cattedrale di Chichester ma trascorreva molto tempo a Londra. Morì a Londra nel 1623, in casa dell'amico Henry Drinkwater, e fu sepolto il 1º dicembre 1623 nella St. Bride's Church. Il giorno prima di morire aveva fatto testamento, lasciando le sue proprietà ai suoi tre figli e un generoso lascito di 50 scellini a Drinkwater per il suo vitto e alloggio.
Nella cattedrale di Chichester c'è un cippo commemorativo con la sua seguente iscrizione:
```
REMEMBER
IN THE LORD
THOMAS WEELKES
THE GREAT ELIZABETHAN
COMPOSER, ORGANIST OF
WINCHESTER COLLEGE
1598 AND OF THIS
CATHEDRAL CHURCH
FROM 1602 UNTIL HIS DEATH
He died on 30 November 1623
And was buried at St. Bride's
Church. Fleet Street. London
```

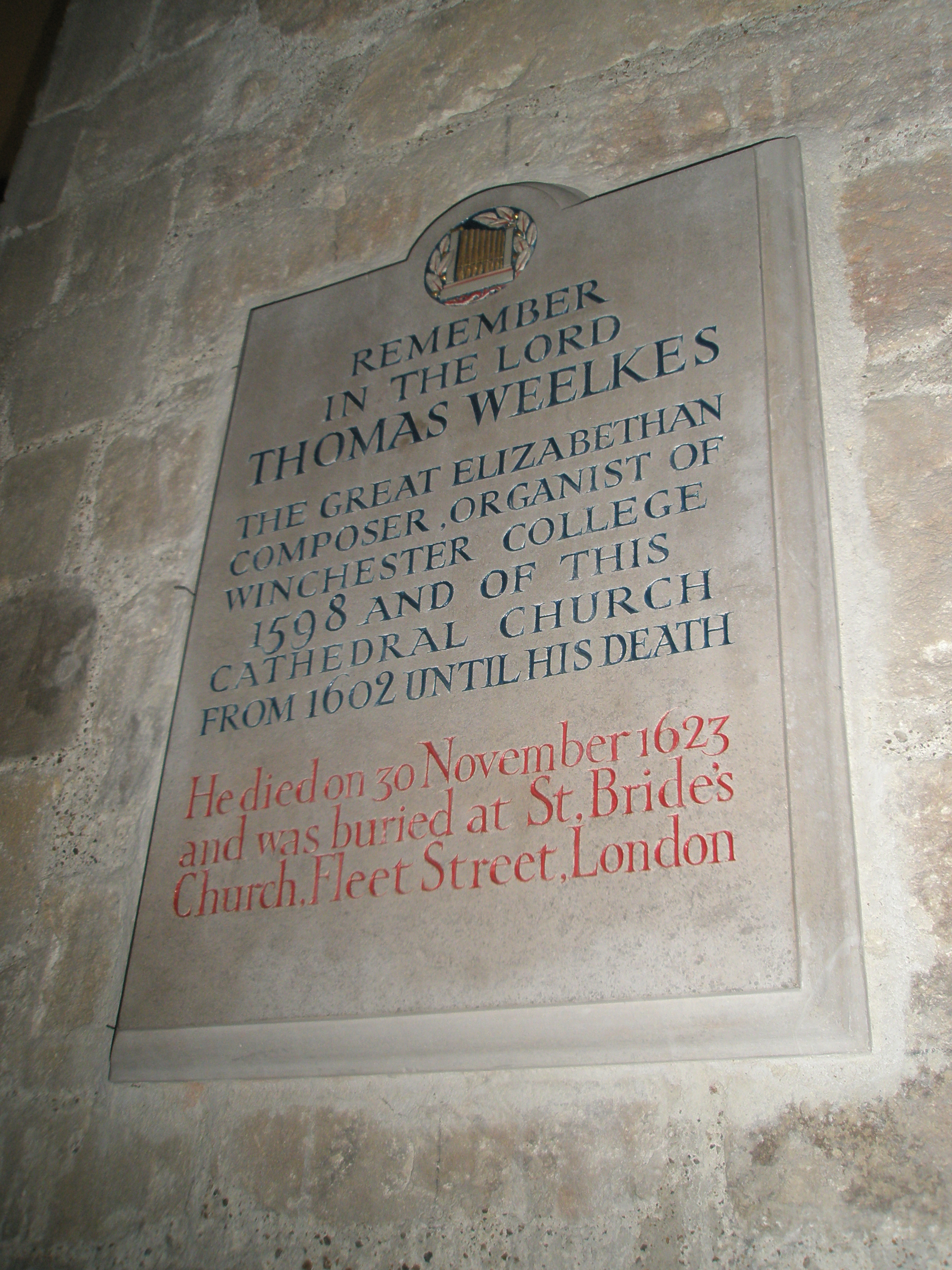
Memoriale a Thomas Weelkes

(traduzione: «Alla memoria del signor Thomas Weekles, il grande compositore elisabettiano, organista del Winchester College, 1598, e di questa cattedrale dal 1602 sino alla sua morte. Morì il 30 novembre 1623 e fu seppellito nella chiesa di St. Bride's, Fleet Street, Londra»)

## Musica
Thomas Weekles è celebre per la sua produzione vocale, specialmente per i suoi madrigali e per la musica sacra. Scrisse più musica per il servizio anglicano di qualsiasi altro compositore del tempo, la maggior parte della quale per il servizio del vespro. Molti dei suoi anthem sono verse anthem
Fu amico del madrigalista Thomas Morley, che morì nel 1602, quando Weelkes era vicino alla trentina. Weelkes commemorò la sua morte in un anthem in forma di madrigale dal titolo A Remembrance of my Friend Thomas Morley ( In memoria del mio amico Thomas Morley ).
I madrigali di Weelkes sono caratterizzati da gusto molto cromatico, da un contrappunto vario e ordinato e da un'originale fantasia ritmica. Di Weelkes è rimasta solo poca musica strumentale, scarsamente eseguita. La sua musica da camera è in generale cupa, in contrasto con la vena spesso giocosa e alle volte grottesca dei madrigali.
Uno dei suoi pezzi figura nella collezione di madrigali The Triumphs of Oriana pubblicata a Londra nel 1601.